# Jonathan Davis and the SFA

Jonathan Davis y La SFA (Simply Fucking Amazings) es un grupo musical o una banda formada por Jonathan Davis el vocalista de Korn.

## Historia
Jonathan Davis y La SFA hicieron su primera gira en Estados Unidos en noviembre de 2007, y la gira de Europa en mayo de 2008. 

## Miembros
- Jonathan Davis – Voz, Gaita, Violín

### La SFA

#### Miembros
- Wes Borland – Guitarra (2008-presente)
- Bryan Samaniego – Guitarra (2007-presente)
- Miles Mosley – Contrabajo (2007-presente)
- Shenkar – Violín, (2007-presente)
- Zac Baird – Teclado (2007-presente)
- Ray Luzier – Batería (2008-presente)

#### Ex
- Michael Jochum – Batería, Percusión (2007-2008)

## Discográfica

### Álbumes de estudio
- Proximamnete (2009)

### Álbumes en directo
- Alone I Play (2007)